# دانا توماس
دانا توماس (بالإنجليزية: Dana Thomas)‏ هي صحفية وكاتِبة أمريكية، ولدت في 3 فبراير 1964.